# Planitia
En astrogeologia, planitia (plural planitiae, abr. PL) és una paraula llatina que significa «plana» que la Unió Astronòmica Internacional (UAI) utilitza per indicar terres baixes exemptes d'un relleu destacat (en contraposició amb l'expressió planum, que designa generalment a un altiplà). Des d'un punt de vista estrictament geològic, moltes regions d'aquest tipus s'originen com una gran conca d'impacte.